# Liste der Nummer-eins-Hits in den britischen Charts (1981)
Dies ist eine Liste der Nummer-eins-Hits in den britischen Charts im Jahr 1981. Sie basiert auf den Official Singles Chart Top 75 und den Official Albums Chart Top 100, die vom Chart Information Network ermittelt wurden. Es gab in diesem Jahr 20 Nummer-eins-Singles und 18 Nummer-eins-Alben.

## Singles
| ← 1980 ← | Liste der Nummer-eins-Hits in den britischen Charts | Liste der Nummer-eins-Hits in den britischen Charts | Liste der Nummer-eins-Hits in den britischen Charts                                                        | 1982 →                    |
| \| Zeitraum \| Wo. ges. \| Interpret \| Titel Autor(en) \| Zusätzliche Informationen \| \| (Zeitraum, Wochen auf Platz eins, Interpret, Titel, Autor[en], zusätzliche Informationen) \| \| \| \| \| \| ----------------------------------------------------------------------------------------- \| -------- \| ----------------------------- \| ---------------------------------------------------------------------------------------------------------- \| ------------------------- \| \| 21. Dezember 1980 – 3. Januar 1981 2 Wochen \| 2 \| St Winifred’s School Choir \| There’s No One Quite like Grandma Gordon Albert Lorenz \| – \| \| 4. Januar 1981 – 31. Januar 1981 4 Wochen \| 4 \| John Lennon \| Imagine John Winston Lennon \| – \| \| 1. Februar 1981 – 14. Februar 1981 2 Wochen \| 2 \| John Lennon \| Woman John Winston Lennon \| – \| \| 15. Februar 1981 – 7. März 1981 3 Wochen \| 3 \| Joe Dolce Music Theatre \| Shaddap You Face Joseph Dolce \| – \| \| 8. März 1981 – 21. März 1981 2 Wochen \| 2 \| Roxy Music \| Jealous Guy John Winston Lennon \| – \| \| 22. März 1981 – 11. April 1981 3 Wochen \| 3 \| Shakin’ Stevens \| This Ole House Stuart Hamblen \| – \| \| 12. April 1981 – 2. Mai 1981 3 Wochen \| 3 \| Bucks Fizz \| Making Your Mind Up John Danter, Andrew Gerard Hill \| – \| \| 3. Mai 1981 – 6. Juni 1981 5 Wochen \| 5 \| Adam & the Ants \| Stand and Deliver Stuart Leslie Goddard, Marco Pirroni \| – \| \| 7. Juni 1981 – 20. Juni 1981 2 Wochen \| 2 \| Smokey Robinson \| Being with You William Robinson Jr. \| – \| \| 21. Juni 1981 – 4. Juli 1981 2 Wochen \| 2 \| Michael Jackson \| One Day in Your Life Samuel F. Brown III, Renee Armand \| – \| \| 5. Juli 1981 – 25. Juli 1981 3 Wochen \| 3 \| The Specials \| Ghost Town Jerry Dammers \| – \| \| 26. Juli 1981 – 22. August 1981 4 Wochen \| 4 \| Shakin’ Stevens \| Green Door Bob Davie, Marvin J. Moore \| – \| \| 23. August 1981 – 29. August 1981 1 Woche \| 1 \| Aneka \| Japanese Boy Robert Raymond Heatlie \| – \| \| 30. August 1981 – 12. September 1981 2 Wochen \| 2 \| Soft Cell \| Tainted Love Edward C. Cobb \| – \| \| 13. September 1981 – 10. Oktober 1981 4 Wochen \| 4 \| Adam & the Ants \| Prince Charming Stuart Leslie Goddard, Marco Pirroni \| – \| \| 11. Oktober 1981 – 7. November 1981 4 Wochen \| 4 \| Dave Stewart & Barbara Gaskin \| It’s My Party Herbert Wiener, John Gluck Jr. Wally Gold, Cy Crane \| – \| \| 8. November 1981 – 14. November 1981 1 Woche \| 1 \| The Police \| Every Little Thing She Does Is Magic Gordon Matthew Sumner \| – \| \| 15. November 1981 – 28. November 1981 2 Wochen \| 2 \| Queen & David Bowie \| Under Pressure David Bowie, Frederick Mercury, Roger Meddows Taylor, John Richard Deacon, Brian Harold May \| – \| \| 29. November 1981 – 5. Dezember 1981 1 Woche \| 1 \| Julio Iglesias \| Begin the Beguine (Volver a empezar) Cole Porter; zusätzlicher Text: Julio Iglesias de la Cueva \| – \| \| 10. Dezember 1981 – 9. Januar 1982 4 Wochen \| 4 \| The Human League \| Don’t You Want Me John William Callis, Philip Adrian Wright, Philip Oakey \| – \| |                                                     |                                                     | |                           |
| ← 1980 |                                                     |                                                     | | → 1982 →                  |
| Zeitraum | Wo. ges.                                            | Interpret                                           | Titel Autor(en)                                                                                            | Zusätzliche Informationen |
| (Zeitraum, Wochen auf Platz eins, Interpret, Titel, Autor[en], zusätzliche Informationen) |                                                     |                                                     | |                           |
| 21. Dezember 1980 – 3. Januar 1981 2 Wochen | 2                                                   | St Winifred’s School Choir                          | There’s No One Quite like Grandma Gordon Albert Lorenz                                                     | –                         |
| 4. Januar 1981 – 31. Januar 1981 4 Wochen | 4                                                   | John Lennon                                         | Imagine John Winston Lennon                                                                                | –                         |
| 1. Februar 1981 – 14. Februar 1981 2 Wochen | 2                                                   | John Lennon                                         | Woman John Winston Lennon                                                                                  | –                         |
| 15. Februar 1981 – 7. März 1981 3 Wochen | 3                                                   | Joe Dolce Music Theatre                             | Shaddap You Face Joseph Dolce                                                                              | –                         |
| 8. März 1981 – 21. März 1981 2 Wochen | 2                                                   | Roxy Music                                          | Jealous Guy John Winston Lennon                                                                            | –                         |
| 22. März 1981 – 11. April 1981 3 Wochen | 3                                                   | Shakin’ Stevens                                     | This Ole House Stuart Hamblen                                                                              | –                         |
| 12. April 1981 – 2. Mai 1981 3 Wochen | 3                                                   | Bucks Fizz                                          | Making Your Mind Up John Danter, Andrew Gerard Hill                                                        | –                         |
| 3. Mai 1981 – 6. Juni 1981 5 Wochen | 5                                                   | Adam & the Ants                                     | Stand and Deliver Stuart Leslie Goddard, Marco Pirroni                                                     | –                         |
| 7. Juni 1981 – 20. Juni 1981 2 Wochen | 2                                                   | Smokey Robinson                                     | Being with You William Robinson Jr.                                                                        | –                         |
| 21. Juni 1981 – 4. Juli 1981 2 Wochen | 2                                                   | Michael Jackson                                     | One Day in Your Life Samuel F. Brown III, Renee Armand                                                     | –                         |
| 5. Juli 1981 – 25. Juli 1981 3 Wochen | 3                                                   | The Specials                                        | Ghost Town Jerry Dammers                                                                                   | –                         |
| 26. Juli 1981 – 22. August 1981 4 Wochen | 4                                                   | Shakin’ Stevens                                     | Green Door Bob Davie, Marvin J. Moore                                                                      | –                         |
| 23. August 1981 – 29. August 1981 1 Woche | 1                                                   | Aneka                                               | Japanese Boy Robert Raymond Heatlie                                                                        | –                         |
| 30. August 1981 – 12. September 1981 2 Wochen | 2                                                   | Soft Cell                                           | Tainted Love Edward C. Cobb                                                                                | –                         |
| 13. September 1981 – 10. Oktober 1981 4 Wochen | 4                                                   | Adam & the Ants                                     | Prince Charming Stuart Leslie Goddard, Marco Pirroni                                                       | –                         |
| 11. Oktober 1981 – 7. November 1981 4 Wochen | 4                                                   | Dave Stewart & Barbara Gaskin                       | It’s My Party Herbert Wiener, John Gluck Jr. Wally Gold, Cy Crane                                          | –                         |
| 8. November 1981 – 14. November 1981 1 Woche | 1                                                   | The Police                                          | Every Little Thing She Does Is Magic Gordon Matthew Sumner                                                 | –                         |
| 15. November 1981 – 28. November 1981 2 Wochen | 2                                                   | Queen & David Bowie                                 | Under Pressure David Bowie, Frederick Mercury, Roger Meddows Taylor, John Richard Deacon, Brian Harold May | –                         |
| 29. November 1981 – 5. Dezember 1981 1 Woche | 1                                                   | Julio Iglesias                                      | Begin the Beguine (Volver a empezar) Cole Porter; zusätzlicher Text: Julio Iglesias de la Cueva            | –                         |
| 10. Dezember 1981 – 9. Januar 1982 4 Wochen | 4                                                   | The Human League                                    | Don’t You Want Me John William Callis, Philip Adrian Wright, Philip Oakey                                  | –                         |

## Alben
| ← 1980 ← | Liste der Nummer-eins-Hits in den britischen Charts | Liste der Nummer-eins-Hits in den britischen Charts | Liste der Nummer-eins-Hits in den britischen Charts | 1982 →                    |
| \| Zeitraum \| Wo. ges. \| Interpret \| Titel \| Zusätzliche Informationen \| \| (Zeitraum, Wochen auf Platz eins, Interpret, Titel, zusätzliche Informationen) \| \| \| \| \| \| ------------------------------------------------------------------------------ \| -------- \| -------------------------- \| ------------------------------------------- \| ------------------------- \| \| 16. November 1980 – 17. Januar 1981 9 Wochen \| 9 \| ABBA \| Super Trouper \| – \| \| 18. Januar 1981 – 31. Januar 1981 2 Wochen (insgesamt 12) \| 12 \| Adam & the Ants \| Kings of the Wild Frontier \| – \| \| 1. Februar 1981 – 14. Februar 1981 2 Wochen \| 2 \| John Lennon & Yoko Ono \| Double Fantasy \| – \| \| 15. Februar 1981 – 7. März 1981 3 Wochen \| 3 \| Phil Collins \| Face Value \| – \| \| 8. März 1981 – 16. Mai 1981 10 Wochen (insgesamt 12) \| 12 \| Adam & the Ants \| Kings of the Wild Frontier \| – \| \| 17. Mai 1981 – 20. Juni 1981 5 Wochen \| 5 \| Star Sound \| Stars on 45 \| – \| \| 21. Juni 1981 – 27. Juni 1981 1 Woche \| 1 \| Motörhead \| No Sleep ’til Hammersmith \| – \| \| 28. Juni 1981 – 4. Juli 1981 1 Woche \| 1 \| (Verschiedene Interpreten) \| Disco Daze and Disco Nites \| – \| \| 5. Juli 1981 – 8. August 1981 5 Wochen \| 5 \| Cliff Richard \| Love Songs \| – \| \| 9. August 1981 – 22. August 1981 2 Wochen \| 2 \| (Verschiedene Interpreten) \| The Official BBC Album of the Royal Wedding \| – \| \| 23. August 1981 – 5. September 1981 2 Wochen \| 2 \| ELO \| Time \| – \| \| 6. September 1981 – 19. September 1981 2 Wochen \| 2 \| Meat Loaf \| Dead Ringer \| – \| \| 20. September 1981 – 3. Oktober 1981 2 Wochen \| 2 \| Genesis \| Abacab \| – \| \| 4. Oktober 1981 – 24. Oktober 1981 3 Wochen \| 3 \| The Police \| Ghost in the Machine \| – \| \| 25. Oktober 1981 – 31. Oktober 1981 1 Woche (insgesamt 4) \| 4 \| The Human League \| Dare! \| – \| \| 1. November 1981 – 7. November 1981 1 Woche \| 1 \| Shakin’ Stevens \| Shaky \| – \| \| 8. November 1981 – 5. Dezember 1981 4 Wochen \| 4 \| Queen \| Greatest Hits \| – \| \| 6. Dezember 1981 – 12. Dezember 1981 1 Woche \| 1 \| (Verschiedene Interpreten) \| Chart Hits ’81 \| – \| \| 13. Dezember 1981 – 2. Januar 1982 3 Wochen \| 3 \| ABBA \| The Visitors \| – \| |                                                     |                                                     |                                                     |                           |
| ← 1980 |                                                     |                                                     |                                                     | → 1982 →                  |
| Zeitraum | Wo. ges.                                            | Interpret                                           | Titel                                               | Zusätzliche Informationen |
| (Zeitraum, Wochen auf Platz eins, Interpret, Titel, zusätzliche Informationen) |                                                     |                                                     |                                                     |                           |
| 16. November 1980 – 17. Januar 1981 9 Wochen | 9                                                   | ABBA                                                | Super Trouper                                       | –                         |
| 18. Januar 1981 – 31. Januar 1981 2 Wochen (insgesamt 12) | 12                                                  | Adam & the Ants                                     | Kings of the Wild Frontier                          | –                         |
| 1. Februar 1981 – 14. Februar 1981 2 Wochen | 2                                                   | John Lennon & Yoko Ono                              | Double Fantasy                                      | –                         |
| 15. Februar 1981 – 7. März 1981 3 Wochen | 3                                                   | Phil Collins                                        | Face Value                                          | –                         |
| 8. März 1981 – 16. Mai 1981 10 Wochen (insgesamt 12) | 12                                                  | Adam & the Ants                                     | Kings of the Wild Frontier                          | –                         |
| 17. Mai 1981 – 20. Juni 1981 5 Wochen | 5                                                   | Star Sound                                          | Stars on 45                                         | –                         |
| 21. Juni 1981 – 27. Juni 1981 1 Woche | 1                                                   | Motörhead                                           | No Sleep ’til Hammersmith                           | –                         |
| 28. Juni 1981 – 4. Juli 1981 1 Woche | 1                                                   | (Verschiedene Interpreten)                          | Disco Daze and Disco Nites                          | –                         |
| 5. Juli 1981 – 8. August 1981 5 Wochen | 5                                                   | Cliff Richard                                       | Love Songs                                          | –                         |
| 9. August 1981 – 22. August 1981 2 Wochen | 2                                                   | (Verschiedene Interpreten)                          | The Official BBC Album of the Royal Wedding         | –                         |
| 23. August 1981 – 5. September 1981 2 Wochen | 2                                                   | ELO                                                 | Time                                                | –                         |
| 6. September 1981 – 19. September 1981 2 Wochen | 2                                                   | Meat Loaf                                           | Dead Ringer                                         | –                         |
| 20. September 1981 – 3. Oktober 1981 2 Wochen | 2                                                   | Genesis                                             | Abacab                                              | –                         |
| 4. Oktober 1981 – 24. Oktober 1981 3 Wochen | 3                                                   | The Police                                          | Ghost in the Machine                                | –                         |
| 25. Oktober 1981 – 31. Oktober 1981 1 Woche (insgesamt 4) | 4                                                   | The Human League                                    | Dare!                                               | –                         |
| 1. November 1981 – 7. November 1981 1 Woche | 1                                                   | Shakin’ Stevens                                     | Shaky                                               | –                         |
| 8. November 1981 – 5. Dezember 1981 4 Wochen | 4                                                   | Queen                                               | Greatest Hits                                       | –                         |
| 6. Dezember 1981 – 12. Dezember 1981 1 Woche | 1                                                   | (Verschiedene Interpreten)                          | Chart Hits ’81                                      | –                         |
| 13. Dezember 1981 – 2. Januar 1982 3 Wochen | 3                                                   | ABBA                                                | The Visitors                                        | –                         |

Die Angaben basieren auf den offiziellen Verkaufshitparaden des Chart Information Networks für das Vereinigte Königreich. Die Datumsangaben beziehen sich auf das Gültigkeitsdatum der Charts, also jeweils die auf die Verkaufswoche folgende Woche.

## Jahreshitparaden
| ← 1980 ← | Liste der Nummer-eins-Hits in den britischen Charts | Liste der Nummer-eins-Hits in den britischen Charts | Liste der Nummer-eins-Hits in den britischen Charts | 1982 →   |
| \| Singles \| Position# \| Alben \| \| --------------------------------------------------------------------------------------- \| --------- \| ------------------------------------------ \| \| Tainted Love Soft Cell Edward C. Cobb \| 1 \| Kings of the Wild Frontier Adam & the Ants \| \| Stand and Deliver Adam & the Ants Stuart Leslie Goddard, Marco Pirroni \| 2 \| Greatest Hits Queen \| \| Prince Charming Adam & the Ants Stuart Leslie Goddard, Marco Pirroni \| 3 \| Face Value Phil Collins \| \| This Ole House Shakin’ Stevens Stuart Hamblen \| 4 \| Shaky Shakin’ Stevens \| \| Vienna Ultravox Christopher Thomas Allen, Warren Reginald Cann, Billy Currie, Midge Ure \| 5 \| Ghost in the Machine The Police \| \| Making Your Mind Up Bucks Fizz John Danter, Andrew Gerard Hill \| 6 \| Love Songs Cliff Richard \| \| One Day in Your Life Michael Jackson Samuel F. Brown III, Renee Armand \| 7 \| Dare! The Human League \| \| Shaddap You Face Joe Dolce Music Theatre Joseph Dolce \| 8 \| Double Fantasy John Lennon & Yoko Ono \| \| The Birdie Song (Birdie Dance) The Tweets Werner Thomas \| 9 \| The Jazz Singer Neil Diamond \| \| You Drive Me Crazy Shakin’ Stevens Ronald Frank Harwood \| 10 \| Stars on 45 Star Sound \| |                                                     |                                                     |                                                     |          |
| ← 1980 |                                                     |                                                     |                                                     | → 1982 → |
| Singles | Position#                                           | Alben                                               |                                                     |          |
| Tainted Love Soft Cell Edward C. Cobb | 1                                                   | Kings of the Wild Frontier Adam & the Ants          |                                                     |          |
| Stand and Deliver Adam & the Ants Stuart Leslie Goddard, Marco Pirroni | 2                                                   | Greatest Hits Queen                                 |                                                     |          |
| Prince Charming Adam & the Ants Stuart Leslie Goddard, Marco Pirroni | 3                                                   | Face Value Phil Collins                             |                                                     |          |
| This Ole House Shakin’ Stevens Stuart Hamblen | 4                                                   | Shaky Shakin’ Stevens                               |                                                     |          |
| Vienna Ultravox Christopher Thomas Allen, Warren Reginald Cann, Billy Currie, Midge Ure | 5                                                   | Ghost in the Machine The Police                     |                                                     |          |
| Making Your Mind Up Bucks Fizz John Danter, Andrew Gerard Hill | 6                                                   | Love Songs Cliff Richard                            |                                                     |          |
| One Day in Your Life Michael Jackson Samuel F. Brown III, Renee Armand | 7                                                   | Dare! The Human League                              |                                                     |          |
| Shaddap You Face Joe Dolce Music Theatre Joseph Dolce | 8                                                   | Double Fantasy John Lennon & Yoko Ono               |                                                     |          |
| The Birdie Song (Birdie Dance) The Tweets Werner Thomas | 9                                                   | The Jazz Singer Neil Diamond                        |                                                     |          |
| You Drive Me Crazy Shakin’ Stevens Ronald Frank Harwood | 10                                                  | Stars on 45 Star Sound                              |                                                     |          |